# Dichlor(dimethyl)silan
Dichlor(dimethyl)silan ist eine farblose, ätzende, leichtentzündliche Flüssigkeit, die zu den Silanen zählt. Sie wird hauptsächlich zur Silylierung eingesetzt. Die dabei entstehenden Derivate sind im Allgemeinen thermisch stabiler und hydrophob.

## Gewinnung und Darstellung
Dichlor(dimethyl)silan wird gemeinsam mit Chlor(trimethyl)silan und Trichlor(methyl)silan über die Müller-Rochow-Synthese hergestellt. Dabei reagiert gepulvertes Silicium mit Chlormethan bei 350 °C in Gegenwart von gepulvertem Kupfer und Kupfer(I)-chlorid als Katalysator zu Dichlor(dimethyl)silan.

## Eigenschaften
Dichlor(dimethyl)silan ist eine farblose Flüssigkeit, die in feuchter Luft oder Wasser unter Bildung von polymeren Methylsiloxanen hydrolysiert. Am Siedepunkt bei 70 °C zersetzt sich die Verbindung. Die Dampfdruckfunktion ergibt sich nach Antoine entsprechend:
{\displaystyle \log _{10}(p)=4,26844-{\frac {1328}{T-32}}~~~\mathrm {(p~in~bar,~T~in~K)} }
im Temperaturbereich von 301 K bis 345 K. Dichlor(dimethyl)silan hat bei 25 °C eine dynamische Viskosität von 0,64 mPa·s.
Wichtige thermodynamische Größen werden in der folgenden Tabelle gegeben:
| Eigenschaft           | Typ | Wert [Einheit]                                   | Bemerkungen     |
| --------------------- | --- | ------------------------------------------------ | --------------- |
| Wärmekapazität        | cp  | 171,5 J·mol−1·K−1 (25 °C) 1,33 J·g−1·K−1 (25 °C) | als Flüssigkeit |
| Kritische Temperatur  | Tc  | 520,4 K                                          |                 |
| Kritischer Druck      | pc  | 34,90 bar                                        |                 |
| Kritische Dichte      | ρc  | 2,86 mol·l−1                                     |                 |
| Verdampfungsenthalpie | ΔVH | 31,5 kJ·mol−1                                    | bei 316 K       |
| Schmelzenthalpie      | ΔFH | 8,828 kJ·mol−1                                   |                 |

### Sicherheitstechnische Kenngrößen
Dichlor(dimethyl)silan bildet leicht entzündliche Dampf-Luft-Gemische. Die Verbindung hat einen Flammpunkt bei −12 °C. Der Explosionsbereich liegt zwischen 3,4 Vol.‑% (180 g/m3) als untere Explosionsgrenze (UEG) und >9,5 Vol.‑% (>510 g/m3) als obere Explosionsgrenze (OEG).) Die Grenzspaltweite wurde mit 0,98 mm bestimmt. Es resultiert damit eine Zuordnung in die Explosionsgruppe IIA. Die Zündtemperatur beträgt 425 °C. Der Stoff fällt somit in die Temperaturklasse T2.

## Verwendung
Dichlor(dimethyl)silan ist ein universelles Silylierungsmittel (z. B. zur Derivatisierung von Alkoholen, Diolen, Carbonsäuren, (Di-)Aminen, Amiden, Ketonen, Dithiolen usw.) und wird vor allem als Zwischenprodukt zur Herstellung von Silikonen verwendet. Da die Verbindung anderen Verbindungen hydrophobe Eigenschaften verleiht, kann sie (z. B. in der Lebensmittelchemie) zur Verhinderung von Verklumpungen eingesetzt werden.

## Sicherheitshinweise
Dichlor(dimethyl)silan reagiert mit Alkoholen, Aminen, Laugen, Säuren und Wasser.

## Risikobewertung
Die Toxizität gegenüber Säugetieren liegt bei LC50: 4,91 mg/l/4 h (inhalativ, Ratte) und LD50: 6060 mg/kg (oral, Ratte).
Dichlor(dimethyl)silan wurde 2012 von der EU gemäß der Verordnung (EG) Nr. 1907/2006 (REACH) im Rahmen der Stoffbewertung in den fortlaufenden Aktionsplan der Gemeinschaft (CoRAP) aufgenommen. Hierbei werden die Auswirkungen des Stoffs auf die menschliche Gesundheit bzw. die Umwelt neu bewertet und ggf. Folgemaßnahmen eingeleitet. Ursächlich für die Aufnahme von Dichlor(dimethyl)silan waren die Besorgnisse bezüglich hoher (aggregierter) Tonnage sowie der Gefahren ausgehend von einer möglichen Zuordnung zur Gruppe der PBT/vPvB-Stoffe. Die Neubewertung fand ab 2014 statt und wurde von Tschechien durchgeführt. Anschließend wurde ein Abschlussbericht veröffentlicht.